# La Haye (Seine-Maritime)
Pour les articles homonymes, voir Haye.

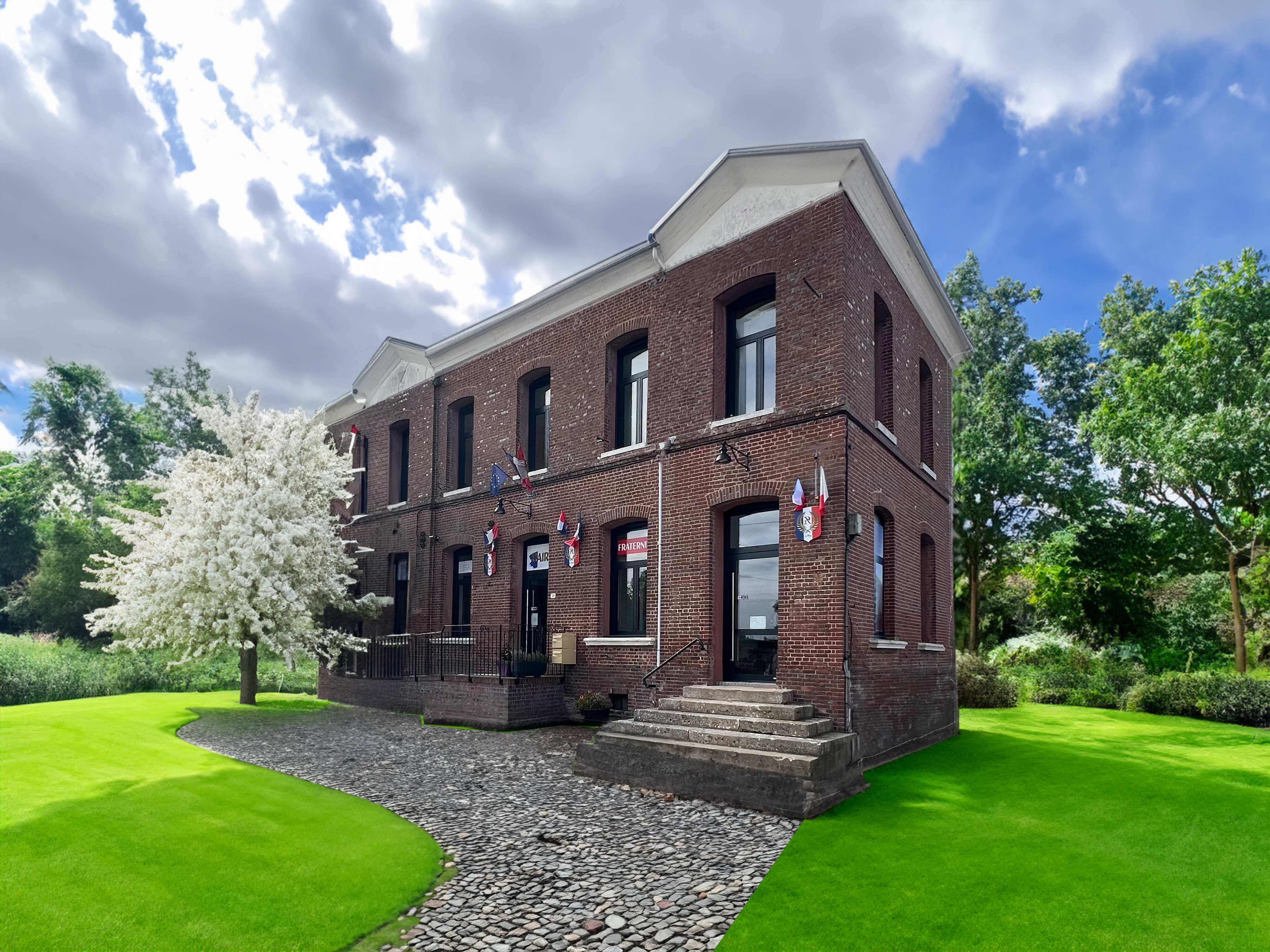

La Haye est une commune française située dans le département de la Seine-Maritime en région Normandie.

## Géographie

### Liste des communes limitrophes
| Le Héron           | Morville-sur-Andelle |             |
| Croisy-sur-Andelle | La Haye              | La Feuillie |
|                    | Le Tronquay Eure     |             |

### Hydrographie
La commune est située dans le bassin Seine-Normandie. Elle n'est drainée par aucun cours d'eau,. Néanmoins un plan d'eau est présent sur le territoire communal : la mare aux Agneaux (0,06 ha),.

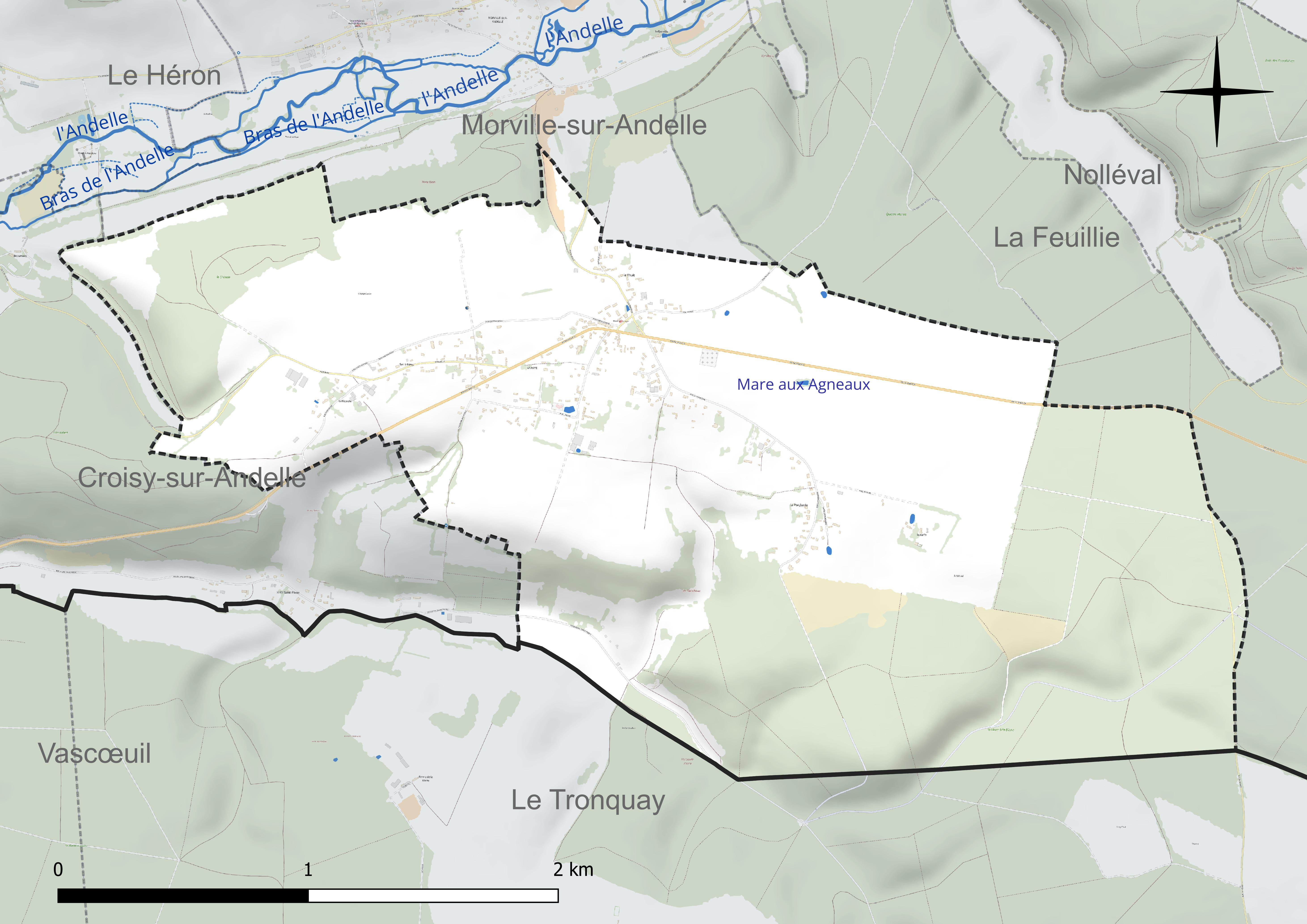
Réseau hydrographique de la Haye.

### Climat
Pour des articles plus généraux, voir Climat de la Normandie et Climat de la Seine-Maritime.
En 2010, le climat de la commune est de type climat océanique dégradé des plaines du Centre et du Nord, selon une étude du CNRS s'appuyant sur une série de données couvrant la période 1971-2000. En 2020, Météo-France publie une typologie des climats de la France métropolitaine dans laquelle la commune est exposée à un climat océanique et est dans la région climatique Côtes de la Manche orientale, caractérisée par un faible ensoleillement (1 550 h/an) ; forte humidité de l’air (plus de 20 h/jour avec humidité relative > 80 % en hiver), vents forts fréquents. Parallèlement le GIEC normand, un groupe régional d’experts sur le climat, différencie quant à lui, dans une étude de 2020, trois grands types de climats pour la région Normandie, nuancés à une échelle plus fine par les facteurs géographiques locaux. La commune est, selon ce zonage, exposée à un « climat contrasté des collines », correspondant au Pays de Bray, bien arrosé et frais.
Pour la période 1971-2000, la température annuelle moyenne est de 10,1 °C, avec une amplitude thermique annuelle de 13,8 °C. Le cumul annuel moyen de précipitations est de 810 mm, avec 12,4 jours de précipitations en janvier et 8,5 jours en juillet. Pour la période 1991-2020, la température moyenne annuelle observée sur la station météorologique la plus proche, située sur la commune de Forges-les-Eaux à 18 km à vol d'oiseau, est de 10,7 °C et le cumul annuel moyen de précipitations est de 860,1 mm,. Pour l'avenir, les paramètres climatiques de la commune estimés pour 2050 selon différents scénarios d’émission de gaz à effet de serre sont consultables sur un site dédié publié par Météo-France en novembre 2022.

## Urbanisme

### Typologie
Au 1er janvier 2024, La Haye est catégorisée commune rurale à habitat dispersé, selon la nouvelle grille communale de densité à sept niveaux définie par l'Insee en 2022.
Elle est située hors unité urbaine. Par ailleurs la commune fait partie de l'aire d'attraction de Rouen, dont elle est une commune de la couronne,. Cette aire, qui regroupe 317 communes, est catégorisée dans les aires de 200 000 à moins de 700 000 habitants,.

### Occupation des sols
L'occupation des sols de la commune, telle qu'elle ressort de la base de données européenne d’occupation biophysique des sols Corine Land Cover (CLC), est marquée par l'importance des territoires agricoles (51,9 % en 2018), en diminution par rapport à 1990 (60,1 %). La répartition détaillée en 2018 est la suivante : 
forêts (39,9 %), terres arables (27,6 %), prairies (24,2 %), zones urbanisées (7,8 %), milieux à végétation arbustive et/ou herbacée (0,5 %). L'évolution de l’occupation des sols de la commune et de ses infrastructures peut être observée sur les différentes représentations cartographiques du territoire : la carte de Cassini (XVIIIe siècle), la carte d'état-major (1820-1866) et les cartes ou photos aériennes de l'IGN pour la période actuelle (1950 à aujourd'hui).

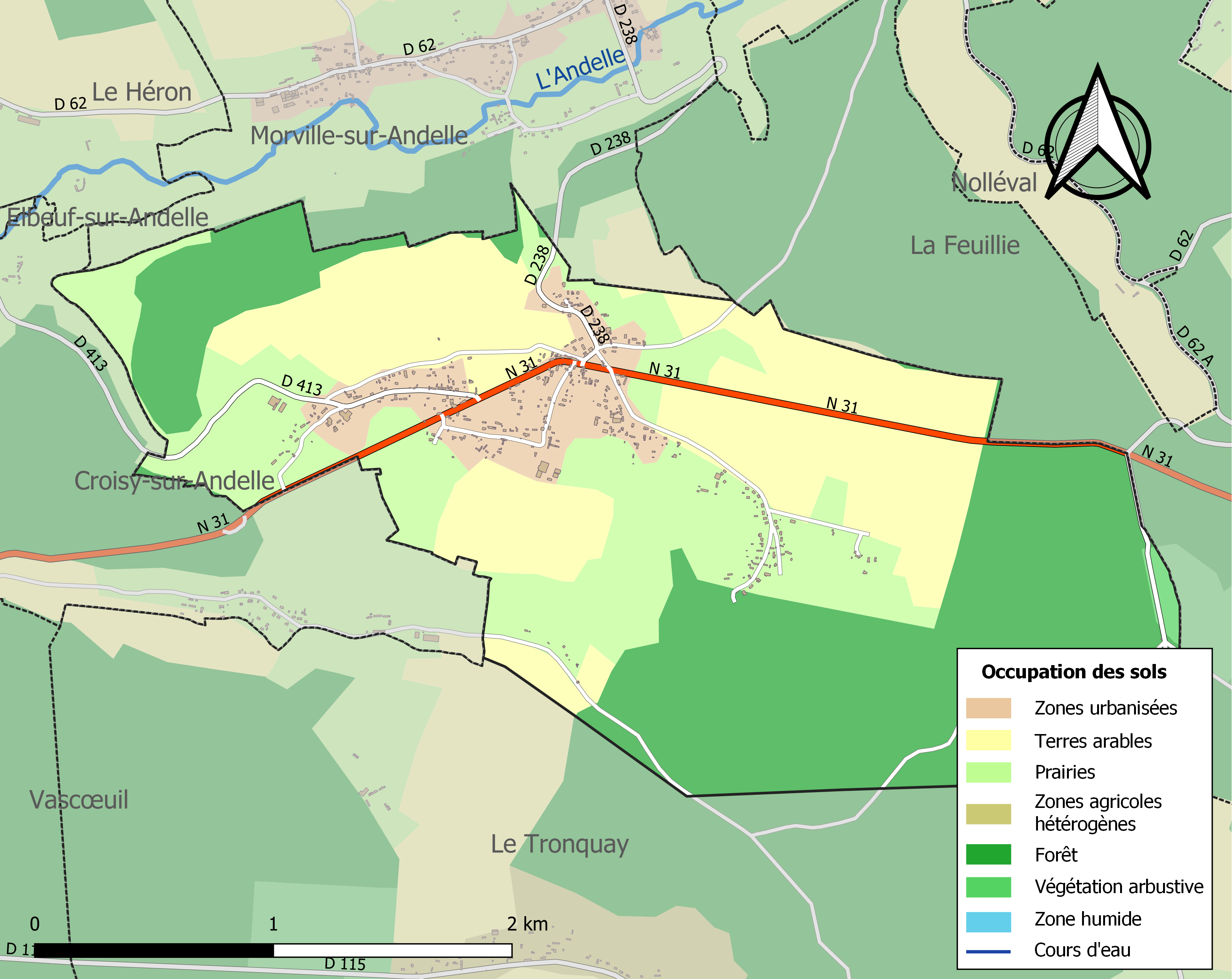
Carte des infrastructures et de l'occupation des sols de la commune en 2018 (CLC).

## Toponymie
Le nom de la localité est attesté sous les formes La Haye en Lyons en 1546; Église Saint-Pierre de la Haye en 1716 et en 1738; La Haye en Lions en 1715 (Frémont) et en  1757 (Cassini); Croisy et la Haye en 1788; La Haye en 1953.
Toponyme médiéval issu de l'ancien français haie « haie, clôture; lisière de bois; bois servant de clôture; garenne, bois clos servant de réserve de gibier ». Ce type d'appellation désigne souvent une paroisse nouvellement créée après défrichement en lisière d'une zone boisée, excentrée par rapport à la paroisse principale.

## Histoire
La paroisse est connue depuis le XIe siècle. Au XIIIe siècle, La Haye est rattachée à celle de Croisy-sur-Andelle. À partir de Saint Louis, La Haye devient une succursale de Croisy-sur-Andelle. La paroisse dépend du monastère de Longueville. En 1261, l'église originale est reconstruite sur un terrain concédé par Saint-Louis.[réf. nécessaire]
Lors de la création des communes par la Révolution française, le village constitue une unique commune avec Lahaye, sous le nom de Croissy-la-Haye ou Croisy-la-Haye. La commune de Croisy-sur-Andelle en est séparée en 1849.
L'ancienne église, qui a brûlé en 1808, a été remplacée par une nouvelle en 1848, dédiée à saint Pierre et à saint Paul.

## Politique et administration
| Période                                  | Période                    | Identité            | Étiquette | Qualité                                                                                 |
| ---------------------------------------- | -------------------------- | ------------------- | --------- | --------------------------------------------------------------------------------------- |
| Les données manquantes sont à compléter. |                            |                     |           |                                                                                         |
|                                          | 1941                       | Pierre-Gustave Rose |           |                                                                                         |
| 1941                                     | 1970                       | Henri Rose          |           |                                                                                         |
| 1970                                     | 1971                       | M. Franchemiche     |           |                                                                                         |
| 1971                                     | 1977                       | Alain Vimont        |           |                                                                                         |
| 1977                                     | 1983                       | Pierre Desforges    |           |                                                                                         |
| 1983                                     | 1989                       | Patrice Le Messier  |           |                                                                                         |
| 1989                                     | 1995                       | Serge Auffret       |           |                                                                                         |
| 1995                                     | 2009                       | François Bigot      |           |                                                                                         |
| 2009                                     | 2011                       | Serge Auffret       |           |                                                                                         |
| 2011                                     | 2014                       | Dominique Bigot     |           |                                                                                         |
| 2014                                     | mai 2020                   | Éric Malet          |           |                                                                                         |
| mai 2020                                 | En cours (au 10 août 2020) | Jean-Marc Gaillon   |           | Gérant d’une société informatique, réalisateur audio-visuel, concepteur, communiucation |

## Démographie
L'évolution du nombre d'habitants est connue à travers les recensements de la population effectués dans la commune depuis 1793. Pour les communes de moins de 10 000 habitants, une enquête de recensement portant sur toute la population est réalisée tous les cinq ans, les populations de référence des années intermédiaires étant quant à elles estimées par interpolation ou extrapolation. Pour la commune, le premier recensement exhaustif entrant dans le cadre du nouveau dispositif a été réalisé en 2005.

En 2022, la commune comptait 368 habitants, en évolution de −2,65 % par rapport à 2016 (Seine-Maritime : +0,35 %, France hors Mayotte : +2,11 %).
| 1793  | 1800 | 1806  | 1821 | 1831 | 1836 | 1841  | 1846  | 1851 |
| ----- | ---- | ----- | ---- | ---- | ---- | ----- | ----- | ---- |
| 1 212 | 916  | 1 021 | 975  | 997  | 927  | 1 096 | 1 120 | 636  |

| 1856 | 1861 | 1866 | 1872 | 1876 | 1881 | 1886 | 1891 | 1896 |
| ---- | ---- | ---- | ---- | ---- | ---- | ---- | ---- | ---- |
| 583  | 564  | 525  | 443  | 423  | 431  | 436  | 431  | 365  |

| 1901 | 1906 | 1911 | 1921 | 1926 | 1931 | 1936 | 1946 | 1954 |
| ---- | ---- | ---- | ---- | ---- | ---- | ---- | ---- | ---- |
| 340  | 315  | 275  | 273  | 288  | 239  | 261  | 289  | 274  |

| 1962 | 1968 | 1975 | 1982 | 1990 | 1999 | 2005 | 2006 | 2010 |
| ---- | ---- | ---- | ---- | ---- | ---- | ---- | ---- | ---- |
| 246  | 213  | 204  | 222  | 218  | 263  | 253  | 250  | 312  |

| 2015 | 2020 | 2022 | - | - | - | - | - | - |
| ---- | ---- | ---- | - | - | - | - | - | - |
| 372  | 368  | 368  | - | - | - | - | - | - |

## Culture locale et patrimoine

### Lieux et monuments

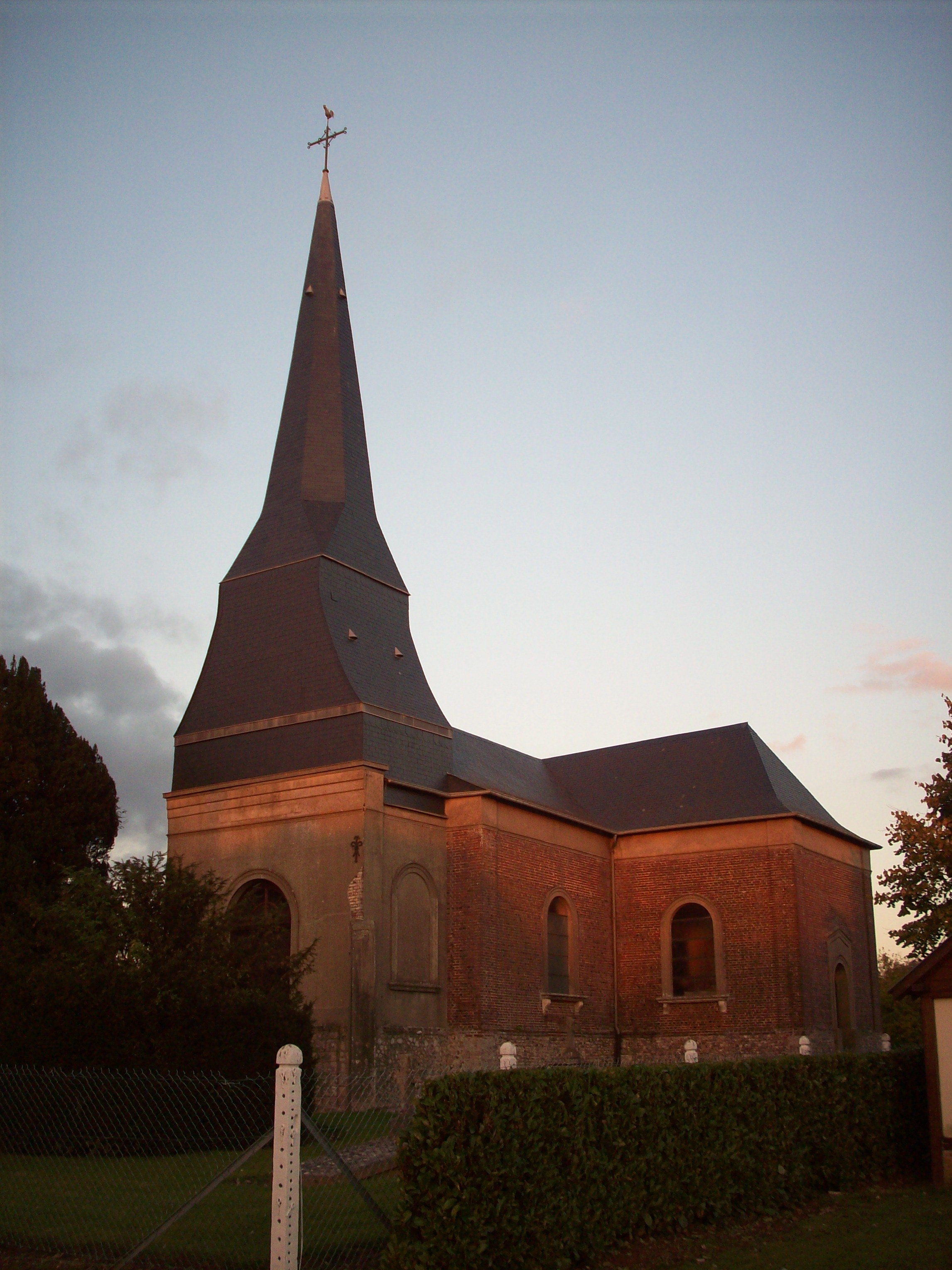
L'église Saint-Pierre-et-Saint-Paul.

- L'église a été installée en son emplacement actuel en 1261 sur une terre donnée par le roi Saint-Louis. Elle brûle en 1791, à cause d'un cierge mal éteint, on ne peut arrêter l'incendie, la mare étant à sec. C'est en 1846 que l'église actuelle est  reconstruite. La cloche date de 1859 et des rénovations ont été faites en 1892[24].
- À la Porquerie, ancienne verrerie alimentée par le sable du plateau[réf. nécessaire].

- Le village comporte de nombreuses mares.